# Bozza (Rapper)
Bozza (* 1989 oder 1990; bürgerlich Bojan Ivetic) ist ein deutscher Rapper und Songwriter aus Hamburg.

## Leben und Karriere
Bozzas Eltern stammen aus der bosnischen Stadt Zenica und kamen als Kriegsflüchtlinge nach Deutschland. Sein Pseudonym basiert auf seinem Spitznamen, den er während der Schulzeit erhielt. Bozzas Schulzeit endet in der achten Klasse, als er von der Schule flog. Als Aussteiger lebte er daraufhin in den Tag hinein und kümmerte sich zunächst nicht weiter um eine berufliche Perspektive. Etwa um diese Zeit begann er auch in seinem Freundeskreis zu rappen. Inspirationen bekam er von Kool Savas, Azad, Bushido sowie vom Label Aggro Berlin. Einem größeren Publikum wurde er erstmals durch die Kohldampf-Deluxe-Box von Maxwell, der das Kollabo-Tape Hühnchen & Bier beilag, bekannt. Es folgte das Solo-Mixtape Haramburg. Maxwell und Bozza lebten für eine kurze Zeit in einer Wohnung zusammen.
Am 10. August 2018 erschien sein erstes Album Thriller, das über Press Play erschien. Nachdem er vorher vor allem durch Gangsta-Rap auffiel, übernahm er auf dem Album auch Trap-Sounds. Featuregäste waren unter anderem Gzuz, Joshi Mizu und Sa4. Das Album erreichte Platz 74 der deutschen Albencharts.
Bozza war als Songwriter beteiligt am Hit 90-60-111 von Shirin David, für das er einen Nummer-eins-Award der offiziellen deutschen Charts erhielt. Im Juni 2020 holte ihn Sido als erstes Signing zu seinem neu gegründeten Label Def Jam Germany, einem Ableger von Def Jam Recordings.
Durch Singles mit Bausa, Capital Bra, Samra und Sido konnte sich Bozza im Jahr 2020 erstmals in den deutschen Singlecharts platzieren. Ich weiß nicht mal wie sie heißt (mit Capital Bra) erreichte Platz drei und Unbekannt (mit Samra) Rang acht. Im September 2020 veröffentlichte er die Solosingle Elbe, welche auf Platz zwölf in den deutschen Singlecharts kam. Im November veröffentlichte er die Single Woher (mit Sido), welche auf Platz neun der deutschen Singlecharts landete.

## Diskografie

### Studioalben
| Jahr | Titel Musiklabel                      | Höchstplatzierung, Gesamtwochen, AuszeichnungChartsChartplatzierungen (Jahr, Titel, Musiklabel, Platzierungen, Wochen, Auszeichnungen, Anmerkungen) | Anmerkungen                            |
| Jahr | Titel Musiklabel                      | DE | Anmerkungen                            |
| ---- | ------------------------------------- | --- | -------------------------------------- |
| 2018 | Thriller Press Play                   | DE74 (1 Wo.)DE | Erstveröffentlichung: 10. August 2018  |
| 2022 | Glücklich unzufrieden Def Jam Germany | — | Erstveröffentlichung: 24. Februar 2022 |

### Mixtapes
| Jahr | Titel Musiklabel                 | Anmerkungen                                                                            |
| ---- | -------------------------------- | -------------------------------------------------------------------------------------- |
| 2017 | Hühnchen & Bier Auf!Keinen!Fall! | Erstveröffentlichung: 2017 Kollabo-Mixtape mit Maxwell, Bonus-Tape zum Album Kohldampf |
| 2017 | Haramburg Press Play             | Erstveröffentlichung: 2017                                                             |

### EPs
| Jahr | Titel Musiklabel    | Anmerkungen                |
| ---- | ------------------- | -------------------------- |
| 2017 | Juicy EP Press Play | Erstveröffentlichung: 2017 |

### Singles als Leadmusiker
| Jahr | Titel Album                        | Höchstplatzierung, Gesamtwochen, AuszeichnungChartplatzierungen (Jahr, Titel, Album, Platzierungen, Wochen, Auszeichnungen, Anmerkungen) | Höchstplatzierung, Gesamtwochen, AuszeichnungChartplatzierungen (Jahr, Titel, Album, Platzierungen, Wochen, Auszeichnungen, Anmerkungen) | Höchstplatzierung, Gesamtwochen, AuszeichnungChartplatzierungen (Jahr, Titel, Album, Platzierungen, Wochen, Auszeichnungen, Anmerkungen) | Anmerkungen                                                          |
| Jahr | Titel Album                        | DE | AT | CH | Anmerkungen                                                          |
| ---- | ---------------------------------- | --- | --- | --- | -------------------------------------------------------------------- |
| 2020 | Unbekannt –                        | DE8 (3 Wo.)DE | AT17 (2 Wo.)AT | CH18 (2 Wo.)CH | Erstveröffentlichung: 3. Juli 2020 feat. Samra                       |
| 2020 | Al Qu Damm –                       | DE24 (2 Wo.)DE | AT48 (1 Wo.)AT | CH55 (1 Wo.)CH | Erstveröffentlichung: 2. September 2020 feat. Samra                  |
| 2020 | Elbe Glücklich unzufrieden         | DE12 Gold · (17 Wo.)DE | AT48 (1 Wo.)AT | CH57 (1 Wo.)CH | Erstveröffentlichung: 25. September 2020 Verkäufe: + 200.000         |
| 2020 | Woher –                            | DE9 (2 Wo.)DE | AT18 (1 Wo.)AT | CH42 (1 Wo.)CH | Erstveröffentlichung: 20. November 2020 feat. Sido                   |
| 2021 | Unendlich –                        | DE— aDE | — | — | Erstveröffentlichung: 15. Januar 2021                                |
| 2021 | Ich seh dich Glücklich unzufrieden | DE79 (1 Wo.)DE | — | — | Erstveröffentlichung: 11. Juni 2021                                  |
| 2021 | Intro Glücklich unzufrieden        | — | — | — | Erstveröffentlichung: 2. Dezember 2021                               |
| 2021 | Eros Center Glücklich unzufrieden  | — | — | — | Erstveröffentlichung: 16. Dezember 2021                              |
| 2022 | Grey Goose Glücklich unzufrieden   | DE65 (1 Wo.)DE | — | — | Erstveröffentlichung: 21. Januar 2022 feat. Bausa                    |
| 2022 | Stadtbekannt Glücklich unzufrieden | — | — | — | Erstveröffentlichung: 3. Februar 2022                                |
| 2022 | Allein Glücklich unzufrieden       | DE39 (1 Wo.)DE | — | — | Erstveröffentlichung: 23. Februar 2022 feat. Sido & Gini             |
| 2022 | Nie mehr zurück –                  | DE24 (4 Wo.)DE | — | CH86 (1 Wo.)CH | Erstveröffentlichung: 19. Mai 2022 mit Badmómzjay, Kool Savas & Sido |
| 2022 | Mondschein –                       | — | — | — | Erstveröffentlichung: 27. Mai 2022 mit Karbal                        |
| 2022 | Uber –                             | — | — | — | Erstveröffentlichung: 3. Juni 2022 mit Gini                          |
| 2022 | Carlo Colucci –                    | — | — | — | Erstveröffentlichung: 25. November 2022 mit Mamo                     |
| 2022 | Original –                         | — | — | — | Erstveröffentlichung: 8. Dezember 2022 mit Shafo                     |
| 2023 | A$AP –                             | — | — | — | Erstveröffentlichung: 27. April 2023                                 |
| 2023 | Droptop –                          | DE— bDE | — | — | Erstveröffentlichung: 29. Juni 2023 feat. Azet                       |

### Singles als Gastmusiker
| Jahr | Titel Album                                     | Höchstplatzierung, Gesamtwochen, AuszeichnungChartplatzierungen (Jahr, Titel, Album, Platzierungen, Wochen, Auszeichnungen, Anmerkungen) | Höchstplatzierung, Gesamtwochen, AuszeichnungChartplatzierungen (Jahr, Titel, Album, Platzierungen, Wochen, Auszeichnungen, Anmerkungen) | Höchstplatzierung, Gesamtwochen, AuszeichnungChartplatzierungen (Jahr, Titel, Album, Platzierungen, Wochen, Auszeichnungen, Anmerkungen) | Anmerkungen                                                                      |
| Jahr | Titel Album                                     | DE | AT | CH | Anmerkungen                                                                      |
| ---- | ----------------------------------------------- | --- | --- | --- | -------------------------------------------------------------------------------- |
| 2020 | Ich weiß nicht mal wie sie heißt CB7            | DE3 Gold · (10 Wo.)DE | AT2 Gold · (8 Wo.)AT | CH3 (5 Wo.)CH | Erstveröffentlichung: 19. Juni 2020 Verkäufe: + 215.000; Capital Bra feat. Bozza |
| 2020 | Selfmade Babylon 100 Pro                        | DE22 (3 Wo.)DE | AT45 (1 Wo.)AT | CH82 (1 Wo.)CH | Erstveröffentlichung: 26. Juni 2020 Bausa feat. Bozza                            |
| 2021 | Einer dieser Tage Blaue Stunde (Deluxe Edition) | DE— cDE | — | — | Erstveröffentlichung: 26. März 2021 Gentleman feat. Bozza                        |
| 2021 | Tut mir leid Futura                             | DE31 (2 Wo.)DE | AT55 (1 Wo.)AT | CH77 (1 Wo.)CH | Erstveröffentlichung: 9. April 2021 Miksu & Macloud feat. Fourty & Bozza         |
| 2021 | Goldraub Zweite Chance                          | DE— dDE | — | — | Erstveröffentlichung: 21. Mai 2021 1986zig feat. Bozza                           |
| 2021 | Keine Liebe Zwischen Millionen und Depressionen | DE— eDE | — | — | Erstveröffentlichung: 28. Mai 2021 Kalazh44 feat. Bozza                          |
| 2021 | Regen Sozialer Abwärtsvergleich                 | DE— fDE | — | — | Erstveröffentlichung: 15. Oktober 2021 Takt32 feat. Bozza                        |
| 2021 | Tom & Jerry 2 6210                              | — | — | — | Erstveröffentlichung: 22. Oktober 2021 Brudi030 feat. Bozza                      |
| 2022 | Labyrinth Spiegelbild                           | — | — | — | Erstveröffentlichung: 13. Mai 2022 Adel Tawil feat. Bozza                        |
| 2022 | Sterne Paul                                     | DE31 (5 Wo.)DE | AT46 (2 Wo.)AT | CH40 (3 Wo.)CH | Erstveröffentlichung: 2. Dezember 2022 Sido feat. Bozza                          |

### Autorenbeteiligungen
Bozza als Autor in den Charts

| Jahr | Titel Interpretation                | Höchstplatzierung, Gesamtwochen, AuszeichnungChartplatzierungen (Jahr, Titel, Interpretation, Platzierungen, Wochen, Auszeichnungen, Anmerkungen) | Höchstplatzierung, Gesamtwochen, AuszeichnungChartplatzierungen (Jahr, Titel, Interpretation, Platzierungen, Wochen, Auszeichnungen, Anmerkungen) | Höchstplatzierung, Gesamtwochen, AuszeichnungChartplatzierungen (Jahr, Titel, Interpretation, Platzierungen, Wochen, Auszeichnungen, Anmerkungen) | Anmerkungen                                                 |
| Jahr | Titel Interpretation                | DE | AT | CH | Anmerkungen                                                 |
| --- | ----------------------------------- | --- | --- | --- | ----------------------------------------------------------- |
| 2019 | Vor der Tür Gzuz                    | DE4 Gold · (10 Wo.)DE | AT3 Gold · (6 Wo.)AT | CH16 (6 Wo.)CH | Erstveröffentlichung: 24. Dezember 2019 Verkäufe: + 215.000 |
| 2020 | Donuts Gzuz                         | DE3 Gold · (8 Wo.)DE | AT1 Gold · (8 Wo.)AT | CH3 (6 Wo.)CH | Erstveröffentlichung: 24. Januar 2020 Verkäufe: + 215.000   |
| 2020 | 90-60-111 Shirin David              | DE1 Gold · (9 Wo.)DE | AT1 Gold · (7 Wo.)AT | CH10 (4 Wo.)CH | Erstveröffentlichung: 24. April 2020 Verkäufe: + 215.000    |
| 2020 | Hoes Up G’s Down Shirin David       | DE6 (5 Wo.)DE | AT9 (3 Wo.)AT | CH13 (2 Wo.)CH | Erstveröffentlichung: 29. Mai 2020                          |
| 2020 | Rockstar Loredana                   | DE17 (2 Wo.)DE | AT26 (1 Wo.)AT | CH24 (1 Wo.)CH | Erstveröffentlichung: 23. Oktober 2020                      |
| 2021 | Du&Ich Loredana & Mozzik            | — | — | CH92 (1 Wo.)CH | Erstveröffentlichung: 24. September 2021                    |
| 2021 | Lüg mich an Pietro Lombardi         | DE9 (2 Wo.)DE | AT59 (1 Wo.)AT | CH53 (1 Wo.)CH | Erstveröffentlichung: 8. Oktober 2021                       |
| 2021 | Mit dir Sido                        | DE3 Platin · (37 Wo.)DE | AT9 (24 Wo.)AT | CH12 (19 Wo.)CH | Erstveröffentlichung: 18. November 2021 Verkäufe: + 400.000 |
| 2022 | Fühlst du das auch Apache 207       | DE6 (12 Wo.)DE | AT9 (5 Wo.)AT | CH8 (5 Wo.)CH | Erstveröffentlichung: 7. Oktober 2022                       |
| 2023 | Schimmel in der Villa Apache 207    | DE37 (3 Wo.)DE | — | — | Erstveröffentlichung: 16. April 2023                        |
| 2023 | Neunzig Apache 207                  | DE2 Gold · (23 Wo.)DE | AT8 (5 Wo.)AT | CH11 (4 Wo.)CH | Erstveröffentlichung: 28. April 2023 Verkäufe: + 300.000    |
| 2023 | Wenn das so bleibt Apache 207       | DE2 Gold · (22 Wo.)DE | AT7 (5 Wo.)AT | CH7 (8 Wo.)CH | Erstveröffentlichung: 19. Mai 2023 Verkäufe: + 300.000      |
| 2024 | Bauch Beine Po Shirin David         | DE1 Gold · (40 Wo.)DE | AT1 Platin · (32 Wo.)AT | CH3 (17 Wo.)CH | Erstveröffentlichung: 25. Juli 2024 Verkäufe: + 330.000     |
| 2024 | It Girl Shirin David feat. Sampagne | DE2 (13 Wo.)DE | AT2 (7 Wo.)AT | CH16 (2 Wo.)CH | Erstveröffentlichung: 24. Oktober 2024                      |
| 2024 | Küss mich doch Shirin David         | DE37 (3 Wo.)DE | — | — | Erstveröffentlichung: 26. Dezember 2024                     |
| Folgende Lieder erschienen nicht als Single, wurden aber durch das Album zum Download und Streaming bereitgestellt und konnten somit eine Platzierung erlangen: |                                     | | | |                                                             |
| |                                     | | | |                                                             |
| 2023 | Coco Chanel Apache 207              | DE97 (1 Wo.)DE | — | — | Charteinstieg: 30. Juni 2023                                |

## Auszeichnungen für Musikverkäufe
Anmerkung: Auszeichnungen in Ländern aus den Charttabellen bzw. Chartboxen sind in ebendiesen zu finden.
| Land/RegionAuszeichnungen für Musikverkäufe (Land/Region, Auszeichnungen, Verkäufe, Quellen) | Gold       | Platin     | Verkäufe  | Quellen           |
| -------------------------------------------------------------------------------------------- | ---------- | ---------- | --------- | ----------------- |
| Deutschland (BVMI)                                                                           | 8× Gold8   | Platin1    | 2.100.000 | musikindustrie.de |
| Österreich (IFPI)                                                                            | 4× Gold4   | Platin1    | 90.000    | ifpi.at           |
| Insgesamt                                                                                    | 12× Gold12 | 2× Platin2 |           |                   |